# ドラミ&ドラえもんズ 宇宙ランド危機イッパツ!
『ドラミ&ドラえもんズ 宇宙ランド危機イッパツ！』（ドラミアンドドラえもんズ スペースランドききいっぱつ！）は、2001年に『ドラえもん のび太と翼の勇者たち』、『がんばれ!ジャイアン!!』と同時に公開された日本のアニメ映画。
ザ・ドラえもんズ映画の第6作。

## 概要
『ロボット学校七不思議!?』以来2作目となる、「ドラミ&ドラえもんズ」名義の作品。本作はドラ・ザ・キッドに代わってドラリーニョがドラミと共にダブル主役を務める。
ザ・ドラえもんズの映画作品シリーズとしては初めてドラえもんが登場せず本作では名前のみ登場。また、ザ・ドラえもんズの「声」が流れた最後の作品（次回作は声無し）であり、よこざわけい子演じるドラミが登場する最後の映画作品でもある。「親友テレカ」が登場したのも本作がラストである。
本作ではゲストヒロインにあたるキャラクターが登場せず、ドラミとドラえもんズ、オリジナルキャラクターのピノを中心にストーリーが展開される。

## あらすじ
ドラミとドラえもんズは、同窓会を兼ねてオープンしたばかりの宇宙遊園地「宇宙ランド」にやって来た（ドラえもんはドラ焼きの食べ過ぎのため欠席）。
しかし宇宙ランドに着いてみると、様子がおかしい。園内で出会った新米警備隊員・ピノの話によると、自分の不注意で未知の宇宙ウイルスを園内に侵入させてしまい、それがコンピューターを狂わせているらしい。
ドラミとドラえもんズは宇宙ランドを救うため、宇宙ウイルスに挑む。

## 登場人物

### メインキャラクター
ドラミ
声 - よこざわけい子
ドラえもんの妹。ドラ焼きの食べ過ぎで欠席した彼に代わり、ドラえもんズと共に宇宙ランドを訪れる。
本作ではドラリーニョと行動し、能天気な彼に振り回される。
ドラリーニョ
声 - 一龍斎貞友
第2作目に続いて主役を務める。
本作ではドラミと行動しており、活躍も他のメンバーと比べてそれなりに多い。
ピノ
声 - 南央美
宇宙ランドの平和を守る見習い警備隊員の犬型ロボット。臆病な性格。
彼のミスでウイルス進入を許すが、ウイルスを倒すきっかけをドラえもんズに与える。
ドラ・ザ・キッド
声 - 難波圭一
高所恐怖症だが昔に比べ、少しぐらいは平気になった。
本作ではエル・マタドーラと行動しており、恋仲のドラミとの絡みはあまり無く、恋愛関係の描写も見られなかった。
王ドラ
声 - 林原めぐみ
ドラニコフ、ドラメッド三世と共に行動。また、過去作では女の子を苦手としていたが、ドラミと行動しているのにもかかわらずそのような態度を見せなかったり、EDで女の子ロボットを相手にカンフーを披露するなど以前と比べて平気になっていた。
本作では言葉だけで敵を倒す力を披露している。
ドラニコフ
声 - 桜井敏治
変身している時、唐辛子を食べ、口から火を吹く。
エル・マタドーラ
声 - 中尾隆聖
大の昼寝好き。本作ではヒッチハイクが得意という一面を披露した。一方で先述の通りゲストヒロインが登場しない（本作に登場する女性キャラクターはドラミのみ）ため、無類の女好きという設定は見られなかった。
ドラメッド三世
声 - 佐藤正治
カナヅチなため、水が嫌い。
ミニドラ
声 - 佐久間レイ
ドラリーニョの相棒たち。
ウイルス
声 - よこざわけい子、一龍斎貞友、林原めぐみ、南央美
本作の悪役。実態はコンピューターウイルスであり、宇宙ランドの電気を好んでいる。動物や乗り物色んな物に取り憑きドラミやドラえもんズを宇宙ランドから追い出そうとした。
最後にはウイルス同士で合体し巨大な怪物と化したが、ピノの協力を受けたドラミとドラえもんズに敗北し、消滅した。

### その他のキャラクター
ワニ
声 - 桜井敏治
王ドラ達を襲うが、王ドラに虫歯を指摘されたことでダウンした。
ヘビ
声 - 難波圭一、佐藤正治、林原めぐみ
王ドラ達を襲う。頭にはウイルスが付着していた。
ライオン、カバ、シマウマ、クマ、トラ、アザラシ、ゾウ
いつの間にか、王ドラ達のイカダに乗り、水の中に沈ませた。
巨大ロボット
マタドーラとキッドを追いかけたおばさん臭いロボット。ウイルスが操っている。最後は、二人をペッチャンコにした。
謎の手
キッド達の前に現れてトランプを並べる。
牛
相撲のまわしをつけた多数の牛たち。マタドーラのヒラリマントで倒されるが、残りの一頭が鼻息でマタドーラとキッドを飛ばした。
レーシングカー
マタドーラとキッドに襲い掛かってくる。
タクシー
マタドーラがヒッチハイクしたタクシー。二人を山まで運んだ。
ゴンスケボール
山で一安心するキッドとマタドーラをペッチャンコにしようとした。顔はゴンスケに似ている。
おじさん電車
マタドーラが「助かった」と言った後に出てきたおじさん電車。
ドラメッド三世の魔法のじゅうたん
全員が落ちた時、ドラメッド三世が出した。重量制限がある。

## スタッフ
- 原作 - 藤子・F・不二雄
- 監督 - 錦織博
- 脚本 - 池田眞美子
- 原案協力 - 寺田憲史
- 作画監督 - 高倉佳彦
- 美術監督 - 鈴木朗
- 撮影監督 - 熊谷正弘
- 録音監督 - 大熊昭
- 音楽 - 宮崎慎二
- 効果 - 松田昭彦（フィズサウンドクリエイション）
- 編集 - 小島俊彦
- 動画チェック - 原佳寿美
- 動画チェック補 - 長島崇
- 色彩設計 - 今泉ひろみ
- 原画 - 佐々木正勝、原勝徳、林静香、高倉佳彦、古山匠、加藤裕美、梅芝五郎、橋本英樹、実原登
- 動画 - 桂仁志、大梶博之、大下知之、山本浩代、冨田美穂子、佐藤恭子、篠原悦子、北原由加里、川上暢彦、石井繁、小林奈々、小宮和代、松村舞子、森雅美、小澤辰則、斎藤みどり、橋本里美、森田修輔
- 仕上 - 今泉ひろみ、井上喜代美、黒木智子、ひらきようこ、石塚一規、守屋理恵、毛利美保、竹之内咲子、長沼和美、杉山珠樹、大木美恵、松浦友紀、渡辺桂子、田山美月、山崎大輔、坂入かおり、井口美幸、吉村恵子
- 特殊効果 - 前川孝
- リスマスク - マキ・プロ
- タイトル - 道川昭
- 背景 - 土師勝弘、宮本みう、Kim Hoei Yeun、Hoe Sook、Kang Hyeun Joo
- 撮影 - 山田廣明、鈴木浩司、桶田一展、福田寛、大森美奈子、大石英勝
- CGディレクター - 三浦辰也
- 3DCG - 原幸夫
- コンポジット - 佐野章浩
- 編集 - 小島俊彦、中葉由美子、村井秀明、川崎晃洋、三宅圭貴
- 音響制作 - オーディオプランニングユー
- 音響制作デスク - 山口さやか、加藤知美
- 音響制作進行 - 井澤基
- レコーディングスタジオ - APUスタジオ
- ミキサー - 大城久典、山本寿
- アシスタントミキサー - 金子俊也
- 音楽協力 - 斉藤裕二
- 技術協力 - 森幹生
- 制作担当 - 松土隆二
- 制作デスク - 別紙直樹、武井健
- プロデューサー - 増子相二郎、市川芳彦、木村純一、岩本太郎、山川秀樹
- 制作協力 - 藤子プロ、ASATSU-DK
- 制作 - シンエイ動画、小学館、テレビ朝日

## 主題歌
「ドラミ・ガムシャララ!!ヘッチャララ!!」
作詞 - もりちよこ / 作曲・編曲 - 池毅 / 歌 - よこざわけい子